# Perfect (The Smashing Pumpkins-låt)
Perfect är en låt av den amerikanska rockgruppen The Smashing Pumpkins från deras fjärde album Adore.
Låten gavs ut som albumets andra singel i september 1998 och skrevs och producerades av bandets sångare Billy Corgan. Singeln gavs ut i olika format med olika låtlistor. På vissa av dem finns b-sidan Summer.
En musikvideo har även gjorts till låten, regisserad av Jonathan Dayton och Valerie Faris. Videon har många likheter med videon till 1979, det är bland annat samma karaktärer i båda videorna. Man lyckades hitta fyra av de fem personer som spelade med i videon till 1979, då den femte för tillfället var i fängelse. I videon sitter sångaren högt uppe på en lyftkran, som man dock inte ser efter slutresultaten.
The Smashing Pumpkins har uppträtt med låten live en gång på Saturday Night Live där den introducerades av skådespelerskan Cameron Diaz.

## Låtlista
Storbritannien CD 1
1. Perfect - 3:27
2. Summer - 3:14
3. Perfect (Nellee Hooper Mix) - 4:14

Storbritannien CD 2
1. Perfect - 3:23
2. Perfect (Perfecto Mix) - 7:00
3. Daphne Descends (Kerry B. Mix) - 3:53

USA Maxisingel-CD
1. Album Version - 3:23
2. Nellee Hooper Mix - 4:14
3. Nellee Hooper Instrumental - 4:12
4. Perfecto Mix - 7:00
5. Electro Breakbeat Mix - 6:02
6. Perfecto Dub - 7:04

USA CD-singel
1. Perfect - 3:23
2. Summer - 3:14
3. Daphne Decends (Kerry B. Mix) - 3:53

## Medverkande
- Billy Corgan – sång, gitarr
- James Iha – gitarr
- D'arcy Wretzky – bas

med:
- Joey Waronker – trummor